# Kunturillu (Ayacucho)
Kunturillu (Quechua "negro y blanco", castellanizado Condorillo) es una montaña en los Andes de Perú, aproximadamente 4400 metros de altitud. Está situada en el distrito de Sancos, provincia de Huanca Sancos, departamento de Ayacucho, en Perú.